# سيكرت (تيك يو هوم)
«سيكرت (تيك يو هوم)» هي أحد أغاني الفنانة الأسترالية كايلي مينوغ.